# Gusman Kosanov
Gusman Sittykovich Kosanov (en russe : Гусман Ситтыкович Косанов ; en français : Gousman Sittykovitch Kossanov), né le 25 mai 1935 à Semipalatinsk, en RSS kazakhe, et décédé le 19 juillet 1990 à Alma-Ata, est un athlète soviétique spécialiste du 100 mètres. Licencié au SKA Alma-Ata.

## Carrière
Il est membre, à deux reprises, du relais soviétique du 4×100 m, finaliste de la discipline aux Jeux olympiques de 1960 et 1964 ; à Rome le relais s'adjuge la médaille d'argent.

### Palmarès
| Date | Compétition           | Lieu  | Résultat | Performance |
| ---- | --------------------- | ----- | -------- | ----------- |
| 1960 | Jeux olympiques d'été | Rome  | 2e       | 40 s 1      |
| 1964 | Jeux olympiques d'été | Tokyo | 5e       | 39 s 4      |

### Records
| Épreuve    | Performance | Lieu | Date |
| ---------- | ----------- | ---- | ---- |
| 100 mètres | 10 s 2      |      | 1962 |